# Église Santa Maria della Concezione dei Cappuccini
L’église Santa Maria della Concezione dei Cappuccini (en français : Notre-Dame de la Conception des Capucins) est un édifice religieux catholique sis au no 27, via Veneto, à Rome. Construite de 1626 à 1631 l'église est surtout connue aujourd'hui pour sa crypte dont les chapelles furent l'ossuaire de l'Ordre capucin durant trois siècles.

## Historique
L'église est commandée par le pape Urbain VIII pour son frère cadet, le cardinal Antonio Barberini, membre de l'ordre des Capucins dont la tombe se trouve devant le maître-autel. Conçue par l'architecte pontifical Michele da Bergamo, la construction débute en 1626 pour se terminer en 1631. Le cardinal Barberini décide alors de transférer dans la crypte les restes des capucins exhumés de l'ancien cimetière de l'église Santa Croce e Bonaventura dei Lucchesi. Par la suite, les frères capucins continueront à y déposer leurs morts. Ils iront y prier et méditer tous les soirs avant de se retirer pour la nuit.
Seule l'église subsiste, mais à l'origine se trouvaient à proximité un campanile et un couvent. Le premier a été rasé au XIXe siècle pour ouvrir la via Veneto, et le second, dans les années 1920, pour bâtir le nouveau ministère de l'Industrie. Le couvent adjacent a été construit de 1928 à 1933.
Vers le milieu du XVIIIe siècle et jusqu'en 1870, les restes mortuaires seront empilés en composant des motifs ornementaux de style baroque.

## Description

### L'église
Précédée d'un perron à double rampe, l'église se compose d'une petite nef et de dix chapelles latérales (cinq de chaque côté). La voûte de la nef est enrichie de fresques sur le thème de L'Assomption de la Vierge Marie réalisées en 1796 par le peintre néo-classique Liborio Coccetti. On y voit aussi la pierre tombale du cardinal Agapito Mosca (1678-1747). Le tombeau du cardinal Barberini, placé près de l'autel depuis 1646, porte l'inscription suivante : « Hic jacet pulvis, cinis et nihil » (« Ci-gisent des poussières, des cendres et rien d'autre »).
À l'intérieur des chapelles sont conservées œuvres d'art et reliques.
À gauche, la première chapelle contient un tableau réalisé vers 1631 par Pierre de Cortone : Saint Ananie rend la vue à saint Paul. Dans la deuxième se trouve la dépouille de saint Félix de Cantalice, qui fut le premier capucin béatifié, ainsi que son portrait par Alessandro Turchi. La troisième comporte la Déposition d'Andrea Camassei et une Stigmatisation de Saint François (vers 1570) de Girolamo Muziano. Dans la quatrième, le monument funéraire d'Alexandre Sobieski, prince polonais décédé à Rome, a été sculpté par Camillo Rusconi. La cinquième montre une Apparition de la Vierge à saint Bonaventure d'Andrea Sacchi datée de 1645.
À droite, la cinquième chapelle abrite le Saint Antoine (1653) par Andrea Sacchi. La quatrième présente la Prière à Gesthemani peinte par Baccio Ciarpi vers 1632. La troisième chapelle contient la tombe de saint Crispin de Viterbe, ainsi qu'un Saint François reçoit les stigmates et une Mort de saint Françoisdu Dominiquin. Dans la deuxième se trouve une Transfiguration de Mario Balassi et une Nativité réalisée vers 1632 par Giovanni Lanfranco. Quant à la première chapelle, elle possède un retable portant le Saint Michel archange peint par Guido Reni vers 1635, ainsi qu'une Dérision du Christ réalisée vers 1671 par Gherardo delle Notti.
La sacristie, quant à elle, recèle un Saint François en prière (vers 1603) dont l'attribution au Caravage a été confirmée récemment par de nouvelles analyses .

### La crypte
La crypte a été transformée en œuvre d'art vers le milieu du XVIIIe siècle et a subi des modifications jusqu'en 1870. Elle se compose de cinq chapelles décorées et d'une sixième sans ossements destinée au culte et au recueillement. À l'entrée, une inscription accueille les visiteurs en ces termes : « Comme vous nous étions, comme nous vous serez. »
Utilisée comme ossuaire, la crypte contient les restes d'environ 4 000 frères capucins recueillis entre 1528 et 1870, car l'Église catholique permettait alors les sépultures dans les églises et sous elles. Les parois sont décorées de motifs ornementaux élaborés à partir des restes humains et forment une décoration macabre de style baroque. Certains squelettes vêtus du froc de capucin sont disposés dans des postures monacales.

Vues de la crypte
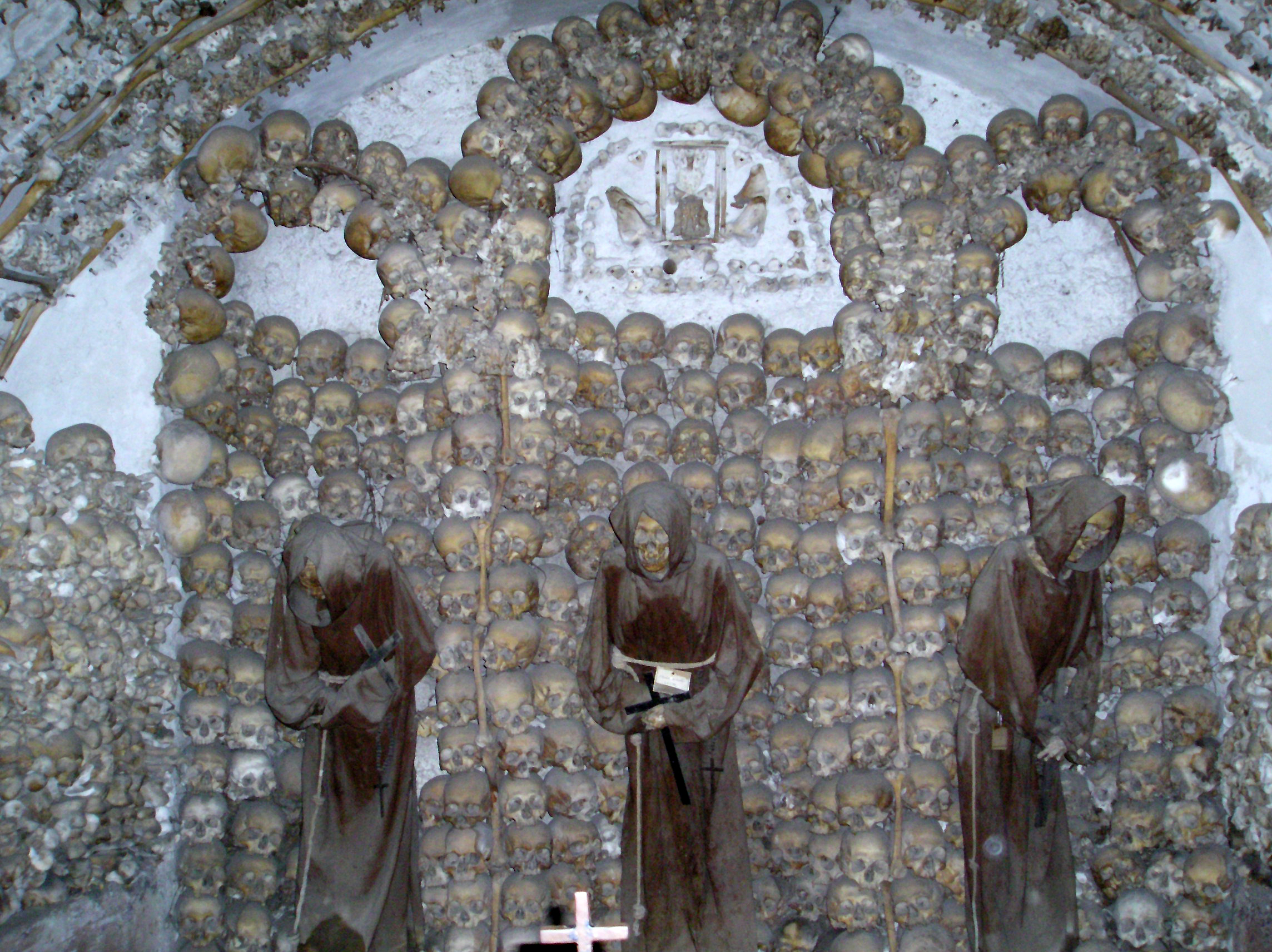
Deuxième chapelle.
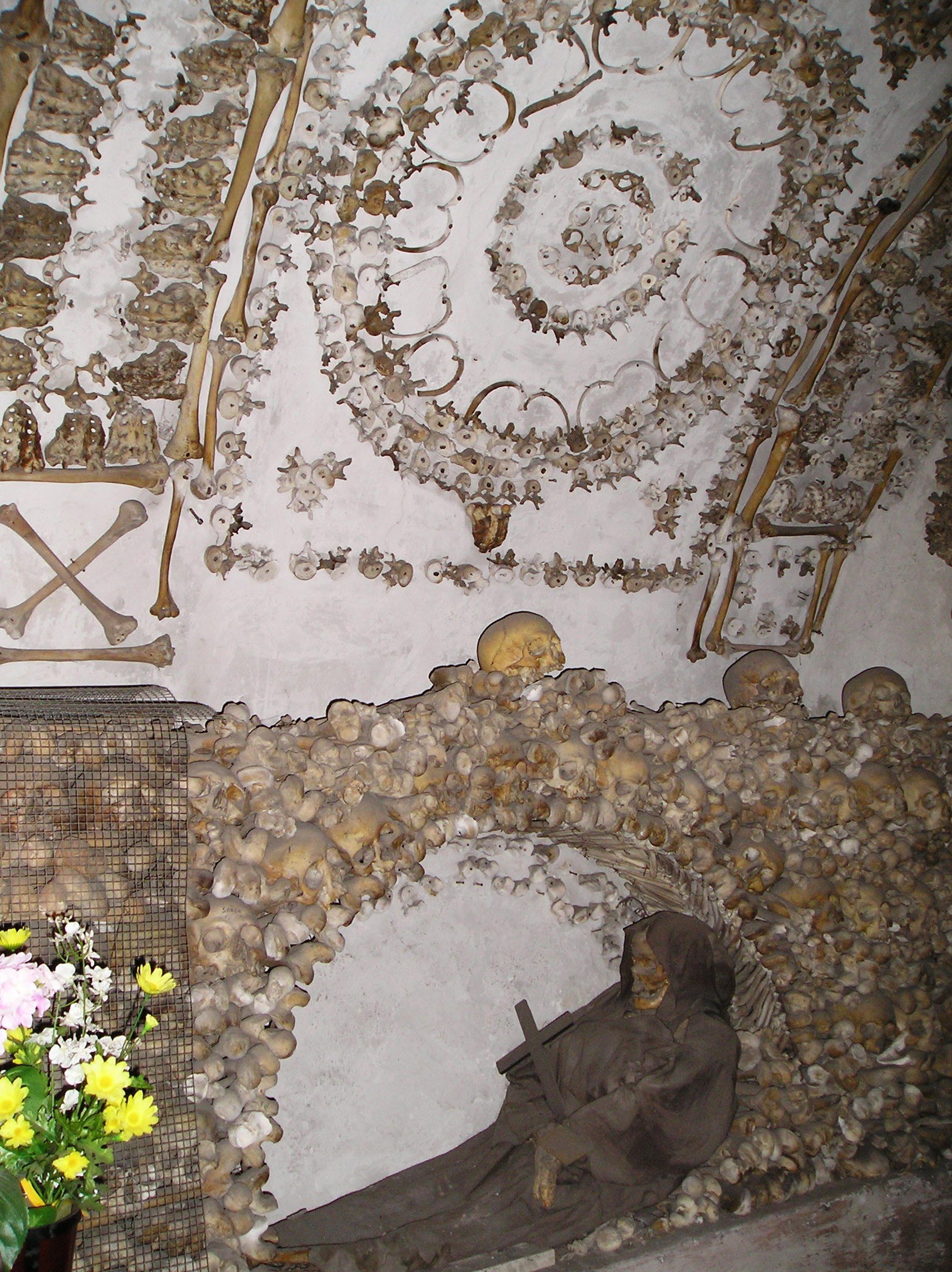
Détails dans la deuxième chapelle.
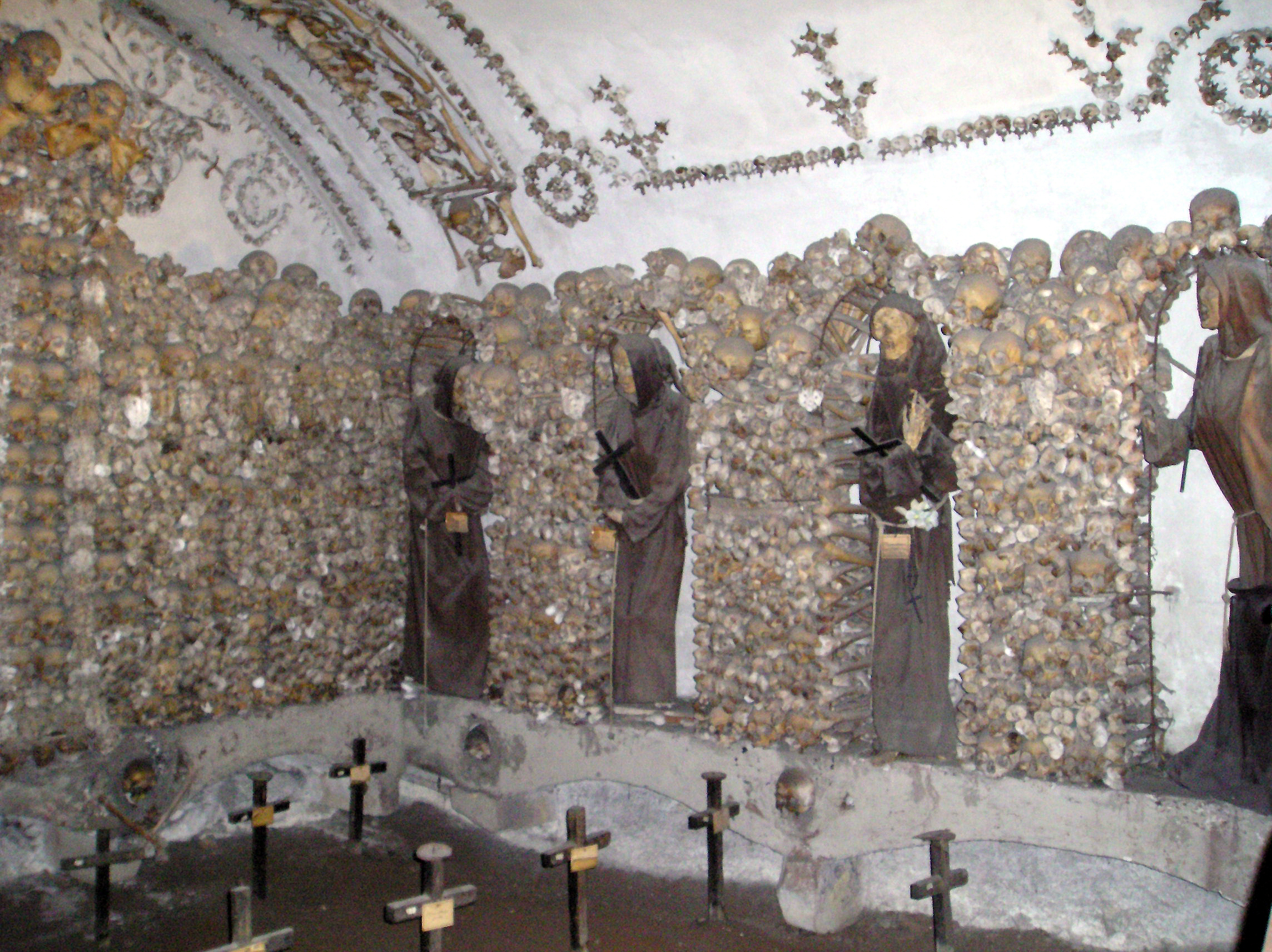
Quatrième chapelle.